# Liebigia
Liebigia, biljni rod iz porodice gesnerijevki. Na pospisu je 12 vrsta iz Malezije

## Opis
Ovo je jedini potpuno malezijski rod koji je izdvojen iz roda Chirita. Pojavljuje se na Sumatri, Javi i Baliju i ima dvanaest vrsta prema Olive Hilliard (2004). To su trajnice šumskog tla. U uzgoju se pojavljuje jedna vrsta, nekadašnja Chirita asperifolia, kasnije Liebigia speciosa , danas Liebigia barbata.

## Vrste
1. Liebigia adenonema (Hilliard) Mich.Möller & A.Weber
2. Liebigia barbata (Jack) D.J.Middleton
3. Liebigia dissimilis (Hilliard) Mich.Möller & A.Weber
4. Liebigia glabra (Miq.) Mich.Möller & A.Weber
5. Liebigia horsfieldii (R.Br.) Mich.Möller & A.Weber
6. Liebigia leuserensis (Hilliard) Mich.Möller & A.Weber
7. Liebigia limans (Miq.) Mich.Möller & A.Weber
8. Liebigia neoforbesii (Hilliard) Mich.Möller & A.Weber
9. Liebigia polyneura (Miq.) Mich.Möller & A.Weber
10. Liebigia praeterita (Hilliard) Mich.Möller & A.Weber
11. Liebigia tenuipes (Hilliard) Mich.Möller & A.Weber
12. Liebigia tobaensis (Hilliard) Mich.Möller & A.Weber

## Sinonimi
- Chirita sect. Liebigia (Endl.) C.B. Clarke